# 7171 Arthurkraus
7171 Arthurkraus eller 1988 AT1 är en asteroid i huvudbältet som upptäcktes den 13 januari 1988 av den tjeckiske astronomen Antonín Mrkos vid Kleť-observatoriet i Tjeckien. Den är uppkallad efter den tjeckiska astronomen Baron Artur Kraus.
Asteroiden har en diameter på ungefär 9 kilometer.